# Station Frasnes-lez-Couvin
Station Frasnes-lez-Couvin is een voormalig spoorwegstation langs spoorlijn 134 (Mariembourg naar Couvin) in Frasnes-lez-Couvin, een deelgemeente van de stad Couvin.
De spoorlijn werd geopend op 15 juni 1854. Op 1 juli 1875 werd er een station geopend te Frasnes aan de kruising van de spoorlijn met de weg van Charleroi naar Charleville-Mezières. De halte stond onder het beheer van het station Couvin. Op 17 oktober 1954 werd het station gesloten voor personenvervoer.
Het stationsgebouw werd na de sluiting een privé-woning die werd bewoond tot omstreeks 2015. Door de omvorming van de weg naar een autosnelweg werd het gebouw in februari 2017 afgebroken om plaats te maken voor een tunnel.
0,0: Mariembourg ·
3,0: Frasnes-lez-Couvin ·
5,5: Couvin